# Sutungr (luna)
Sutungr je retrogradni naravni satelit Saturna iz Nordijske skupine.

## Odkritje in imenovanje
Luno Sutungr je odkril  Brett J. Gladman s sodelavci.  Njeno začasno ime je bilo S/2000 S 12. Uradno ime je dobila leta 2003 po velikanu Sutungu  iz nordijske mitologije. Prvotno je Mednarodna astronomska zveza dala luni ime Sutung, pozneje pa je objavila novo ime Sutungr.